# Wydział Kulturoznawstwa Europejskiego Uniwersytetu Viadrina
Wydział Kulturoznawstwa Europejskiego Uniwersytetu Viadrina (niem. Kulturwissenschaftische Fakultät der Europa-Universität Viadrina) - jeden z trzech wydziałów Europejskiego Uniwersytetu Viadrina we Frankfurcie nad Odrą.
Obecnym dziekanem wydziału jest prof. Konstanze Jungbluth.

## Kierunki studiów
Wydział oferuje wiele kierunków:
- europejska historia kultury (EKG),
- interkulturalne studia komunikacji (ICS),
- studia socjokulturalne (SCS),
- kultura i historia Europy Środkowo-Wschodniej (KGMOE).

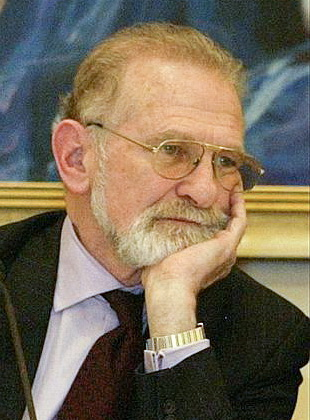
Bronisław Geremek, jeden z doktorów honoris causa wydziału

## Doktorzy honoris causa wydziału
- † Bronisław Geremek (2006),
- Fritz Stern (2006),
- Rudolf von Thadden (1996),
- Hans Weiler (2002).